# Čudovišta iz ormara
Čudovišta iz ormara (eng. Monsters, Inc.) je američki računalno-animirani film iz 2001. godine studija Pixar. To je bio četvrti po redu Pixarov dugometražni animirani film. Redatelji filma su Pete Docter, Lee Unkrich i David Silverman, a scenaristi Andrew Stanton, Dan Gerson, Robert L. Baird, Rhett Reesei i Jonathan Roberts. 
Film je distribuiran od strane Walt Disney Picturesa. Premijera je bila 2. studenog 2001. godine u SAD-u. Film je doživio veliki uspjeh i veoma pozitivne kritike. Zaradio je preko 525 milijuna američkih dolara diljem svijeta.

## Radnja
Jednoga dana, čudovište iz ormara zaboravilo je zatvoriti vrata od dječje sobe pa je se tako jedna mala djevojčica ušuljala unutra i otkrila je nepoznati čudovišni svijet i tvornicu. Naime, kao glavno pogonsko gorivo u čudovišnoj tvornici je dječji vrisak. U toj tvornici rade raznorazna čudovišta koja iskaču iz ormara, plaše djecu i sakupljaju dječji vrisak. Zabranjen im je dodir s djecom jer misle da su djeca otrovna. Kada su Mate i Sale otkrili djevojčicu, Boo, pokušavaju je vratiti nazad u njen svijet, no djevojčica im pobjegne i unese nemir među čudovišta.

## Unutarnje poveznice
- Pixar Animation Studios

## Vanjske poveznice
- Čudovišta iz ormara - Pixarova službena stranica  Arhivirana inačica izvorne stranice od 26. listopada 2011. (Wayback Machine) (engl.)
- Čudovišta iz ormara u internetskoj bazi filmova IMDb-a (engl.)
- Čudovišta iz ormara na Rotten Tomatoes (engl.)
- Čudovišta iz ormara na Box Office Mojo (engl.)